# Tornby Sogn
Tornby Sogn er et sogn i Hjørring Nordre Provsti (Aalborg Stift).'
I 1800-tallet var Vidstrup Sogn anneks til Tornby Sogn. Begge sogne hørte til Vennebjerg Herred i Hjørring Amt. Tornby-Vidstrup sognekommune blev ved kommunalreformen i 1970 indlemmet i Hirtshals Kommune, som ved strukturreformen i 2007 indgik i Hjørring Kommune.
I Tornby Sogn ligger Tornby Kirke.
I sognet findes følgende autoriserede stednavne:
- Bakken (bebyggelse)
- Bjerget (bebyggelse)
- Ejstrup (bebyggelse, ejerlav)
- Krage (bebyggelse)
- Krage Strand (bebyggelse)
- Kærsgård (bebyggelse, ejerlav, landbrugsejendom)
- Kærsgård Strand (areal, bebyggelse)
- Købsted (bebyggelse, ejerlav)
- Nørre Tornby (bebyggelse, ejerlav)
- Rajen (bebyggelse)
- Ravndrup (bebyggelse)
- Rævskær (bebyggelse)
- Sønder Tornby (bebyggelse, ejerlav)
- Sønderby (station)
- Tornby (bebyggelse)
- Tornby Bjerg (areal)
- Tornby Klitplantage (areal)
- Tornby Strand (bebyggelse)
- Vagtbakken (areal)
- Vandplasken (areal, vandareal)